# Хвощевка (Нижньогородська область)
Хвощевка (рос. Хвощёвка) — село в Богородському районі Нижньогородської області Російської Федерації.
Населення становить 915 осіб. Входить до складу муніципального утворення Хвощовська сільрада.

## Історія
Від 2004 року входить до складу муніципального утворення Хвощовська сільрада.

## Населення
| 1999 | 2002 | 2010 |
| ---- | ---- | ---- |
| 1060 | ↘974 | ↘915 |